# 양삭
양삭(陽朔)은 중국 전한(前漢) 성제(成帝)의 세 번째 연호이다. 기원전 24년에서 기원전 21년까지 4년 동안 사용하였다.

## 연대대조표
| 양삭                | 원년        | 2년         | 3년         | 4년         |
| 서력                | 기원전 24년 | 기원전 23년 | 기원전 22년 | 기원전 21년 |
| 육십간지 (六十干支) | 정유(丁酉)  | 무술(戊戌)  | 기해(己亥)  | 경자(庚子)  |

## 같이 보기
- 중국의 연호

| 이전 연호 하평(河平) | 중국의 연호 전한(前漢) | 다음 연호 홍가(鴻嘉) |